# Monticello, Indiana
Monticello este o localitate, municipalitate și sediul comitatului White, statul Indiana, Statele Unite ale Americii.